# Codename Eagle
Codename Eagle (português (idioma): Código Águia) é um jogo de tiro em primeira pessoa para computador desenvolvido pela Stockholm nos estúdios Refraction Games, lançado em novembro de 1999. Desde então o Refraction Games foi comprado pela Digital Illusions, que com o grupo Refraction Games, desenvolveu a famosa série de jogos Battlefield.
O jogo é uma adaptação numa alternada linha do tempo, centrada sobre eventos acontecidos na Rússia em 1917. A Primeira Guerra Mundial não estava acabada, a Alemanha não estava envolvida com os outros países em guerra, e a Rússia estava expandindo-se com suas armas de guerra assustadoras para lançar no continente no meio de uma guerra sangrenta. As outras potências européias aliam-se contra a invasão. Você controla o agente secreto "Red", um dos agentes excelentes da organização secreta "Comando Sombra". As missões dele é descobrir os planos do Czar para invadir a Europa, usando qualquer coisa que ter em vista para arruinar as máquinas de guerra russas por dentro. Codename Eagle tem veículos para serem usados em algumas missões e você controla o jogo como um atirador em primeira-pessoa. O jogo tem formato 3D.

## Sobre o Codename Eagle
No Condename Eagle, o jogador pode obter vários tipos de veículos:
- Caminhão.
- Motocicleta com side car.
- Avião de pequeno porte capaz de lançar bombas e atirar em aviões inimigos.
- Avião de pequeno porte capaz de lançar duas bombas ao mesmo tempo e atirar em aviões inimigos.
- Dois tipos diferentes de tanques de guerra.
- Carro de combate com metralhadora.
- Submarino com metralhadora.
- Barco.
- Pequeno barco a vapor.

Existe outros tipos de veículos no jogo, mas o jogador não pode controlá-los. Entre os veículos que não podem ser tripulados estão: dirigível Zepellin, navios de guerra e trens. No jogo pode capturar armas do inimigo, ativar bombas, capturar munição, destruir veículos, nadar, saltar de paraquedas, comunicar-se à rádio com seus aliados, etc. As armas do jogo são: pistola, espingarda, metralhadora, bazuca, lança-chamas, granada, arma que lança granadas de gás, faca, carabina, dinamite e baterias antiaérea, que pode ser avistada em terra firme ou em navios de guerra. No jogo há 12 fases em 9 mapas. As fases são:
- The Village Fool (português: O Tolo da Vila)
- Ghost Rockets (português: Foguetes Fantasmas)
- The Assassin (português: O Assassino)
- The Dam (português: A Represa)
- A Train to Catch (português: Um Trem para Pegar)
- Demolition Man (português: O Demolidor)
- A Daring Rescue (português: Um Resgate Desafiador)
- Dooms Day Device (português: Aparelho Dia do Juízo Final)
- Internal Conflict (português: Conflito Interno)
- Into the Eagle's Nest (português: No Ninho da Águia)
- Eagle's Flight (português: Voo da Águia)

Existem 5 mapas onde o jogador pode jogar sozinho sem nenhum amigo ou aliado. Entre os 5 mapas, 4 estão disponíveis nas fases do jogo: 
- Breakpoint (português: Ponto Crucial)
- The Palace (português: O Palácio)
- The Airbase (português: A Base Aérea)
- Carrier War (português: Guerra do Transportador)

A fase não disponível nas fases, mas que está disponível para um jogo solitário, chama-se: No Mans Land (português: Terra Sem Homens). No Codename Eagle, pode obter dois tipos de colete à prova de bala, bomba, uma garrafa de vodka, caixa de ferramentas para consertar veículos, chaves para conseguir abrir portas e cofres, paraquedas, um fio de metal capaz de abrir porta, etc. No jogo, você vai encontrar alguns agentes aliados como, Goggles, Anastasia e o Dr Meier.